# گیتار آکوستیک
گیتارآکوستیک (Acoustic guitar) گیتاری است که وسیله‌ای جز بدنه آن صدای سیم‌ها را تقویت نمی‌کند، صدای سیم‌ها تنها در بدنهٔ چوبی توخالی آن تقویت می‌شود و به گوش می‌رسد. این نوع از گیتار معمولاً شش سیم فلزی دارند که ضخامت آن‌ها از زیرترین سیم تا بم‌ترین سیم به‌طور معمول بین ۱۳ تا ۵۶ هزارم اینچ می‌باشد.

## شکل ظاهری

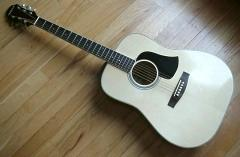
یک گیتار آکوستیک مدرن

بدنه از اتصال صفحه چوبی پشتی، صفحه چوبی جلویی، و دو قسمت چوبی انحنادار کناری ساخته می‌شود، که صفحهٔ بالایی معمولاً دارای سوراخ یا سوراخ‌های بزرگی است که به واسطه شکل و محل قرار گرفتنشان می‌توانند ویژگی‌های آکوستیکی خاصی به ساز بدهند.
جنس این نوع ساز، در انواع مرغوب از جنس لالهٔ آمریکایی یا چوب افرا است و دسته آن معمولاً دارای ۱۴ فرت تا لبه بدنه و ۲۰ فرت تا کاسهٔ صدا است. امروزه انواع پیکاپ (موسیقی) دار این ساز نیز که عمدتاً با نام گیتار الکترواکوستیک شناخته می‌شوند نیز تولید می‌شوند.
برخی از گیتارهای آکوستیک دوازده سیم دارند که شامل شش سیم دوتایی می‌باشد که معمولاً برای نواختن ریتم پایه از آن استفاده می‌شود و به جز برخی از شاخه‌های موسیقی راک و کانتری از این نوع گیتار استفاده نمی‌شود. صدای این گیتار بسیار جذاب و زیبا است و گویی به روی هزاران سیم زخمه نواخته می‌شود و طنین دل‌انگیزی ایجاد می‌کند.

## تفاوت گیتار آکوستیک باگیتار کلاسیک

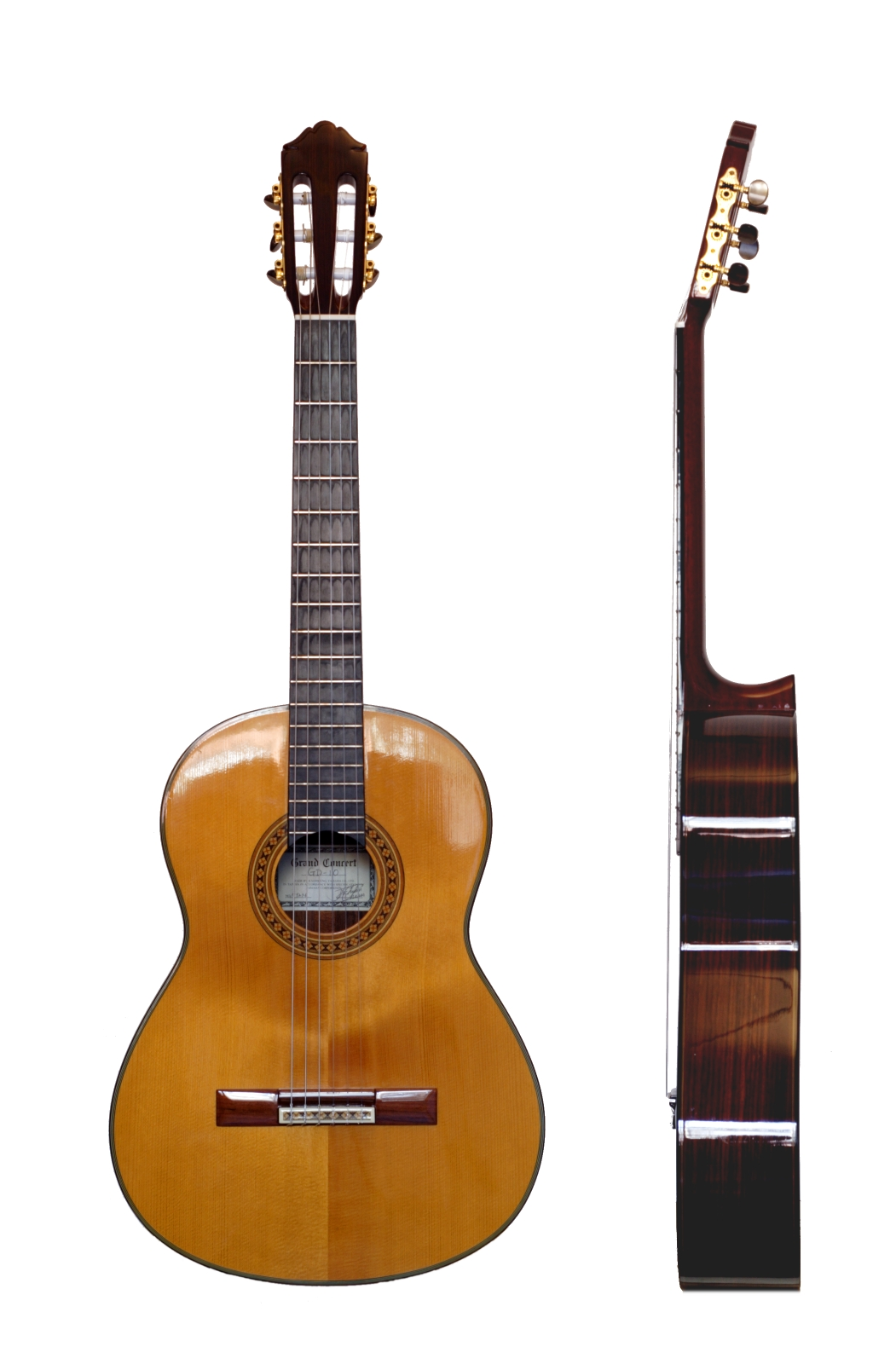
گیتار نایلون

در ظاهر گیتار آکوستیک شبیه به گیتار کلاسیک است. اما سیمهای این گیتار فلزی است و کاسه صدای آن بزرگتر از گیتار کلاسیک می‌باشد. به همین دلیل صدای گیتار آکوستیک دارای یک زنگ خاص است و به دلیل همین طنین زنگدار بیشتر در آهنگ‌های بلوز، کانتری، فولک و راک به کار می‌رود.
علاوه بر این، این دو گیتار در برخی تکنیک‌های نوازندگی با هم تفاوت دارند. دسته گیتار آکوستیک نسبت به گیتار کلاسیک باریکتر است و سیم‌ها به یکدیگر نزدیک ترند؛ لذا تکنیکهایی مثل باره گرفتن روی این ساز راحت‌تر است و حتی بعضاً تکنیکهایی روی این ساز قابل اجرا است که با گیتار کلاسیک امکان‌پذیر نیستند.
برای مثال بعضی از نوازندگان آکوستیک، از انگشت شست دست چپ خود برای گرفتن سیمهای بالاتر استفاده می‌کنند. البته اجرای صحیح و شفاف نتها با این ساز قدرت بیشتری لازم دارد. چرا که سیمهای این ساز فلزی هستند و حتی در سازهای با اکشن پایین، نسبتاً به نیروی بیشتری برای نواختن نت یا بند کردن (Bending تکنیکی است که در پی ان نوازنده به جای عوض کردن یک یا نیم فرت سیم را در پهنای دستهٔ گیتار می‌کشد) احتیاج دارند.

## تفاوت گیتار آکوستیک باگیتار فلامنکو
گونهٔ اسپانیایی گیتار آکوستیک با عنوان گیتار فلامنکو شناخته می‌شود؛ که نامش را از سبک فلامنکو به ارث برده‌است. گیتار زمانی وارد موسیقی فلامنکو شد که اسپانیایی‌ها فلامنکو را با سازهای دیگری می‌نواختند. پس از آن گیتار به شدت بر این موسیقی تأثیر گذاشت و هم‌اکنون کاملاً به آن وابسته‌است.

## نگارخانه

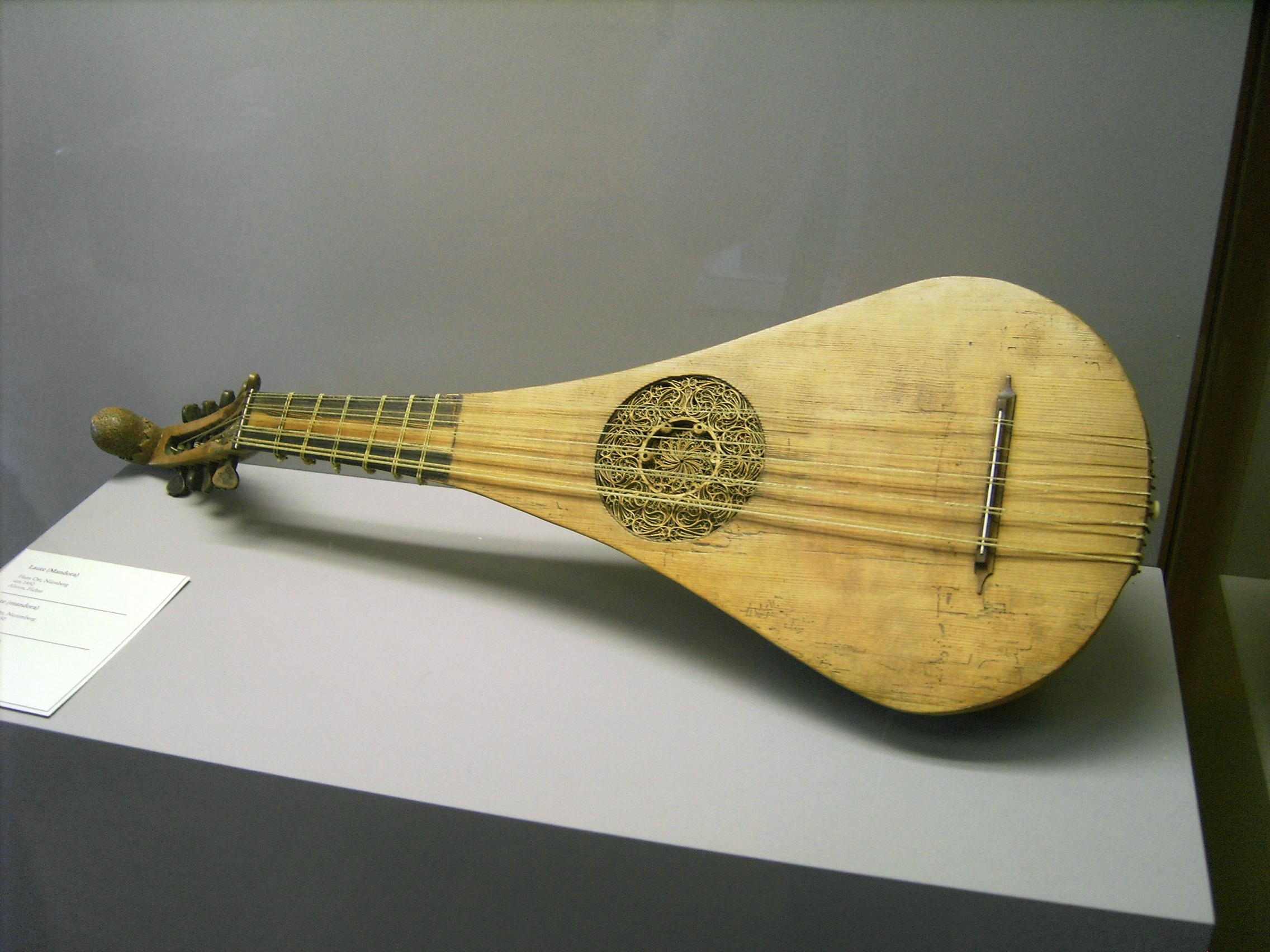
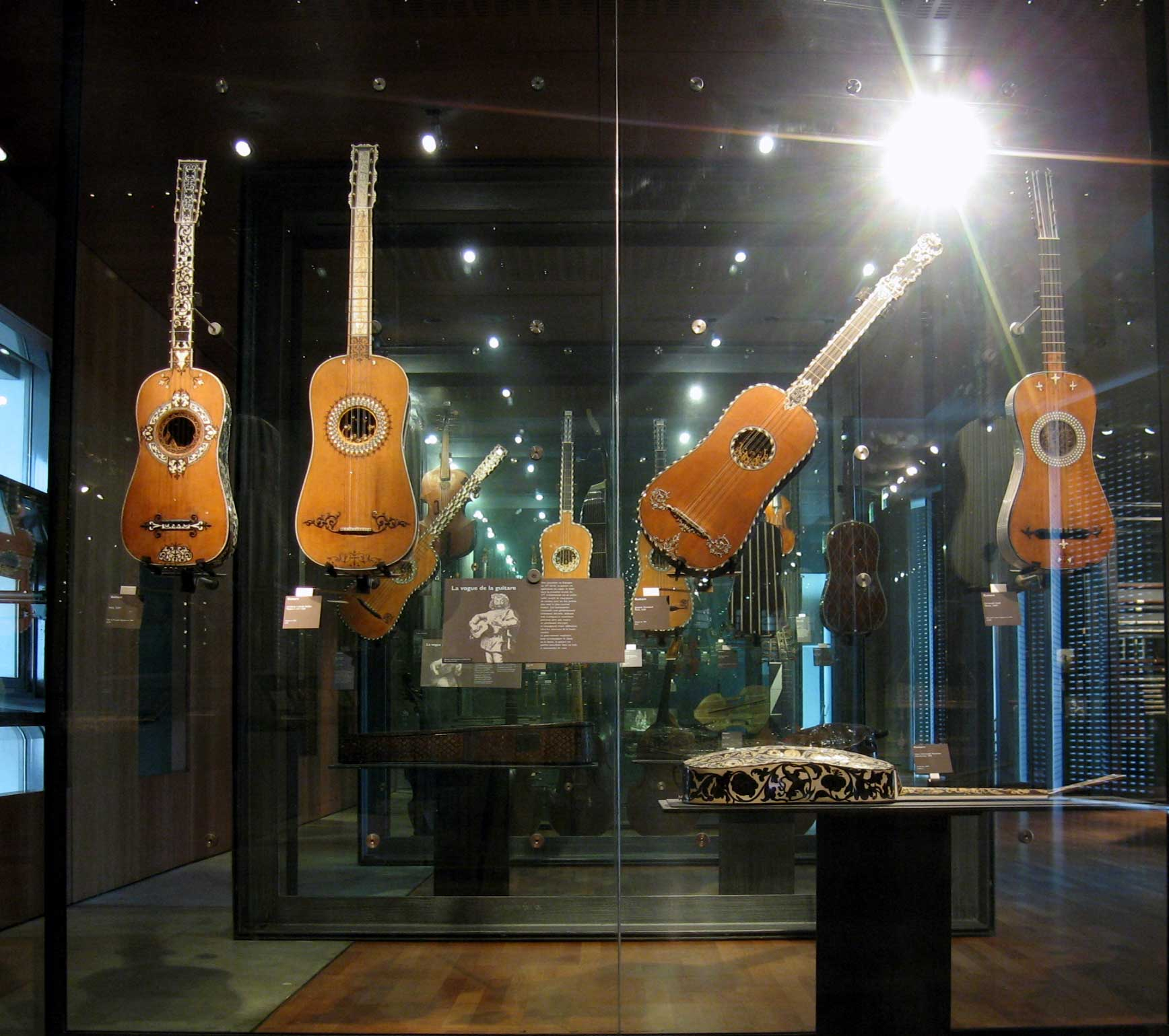
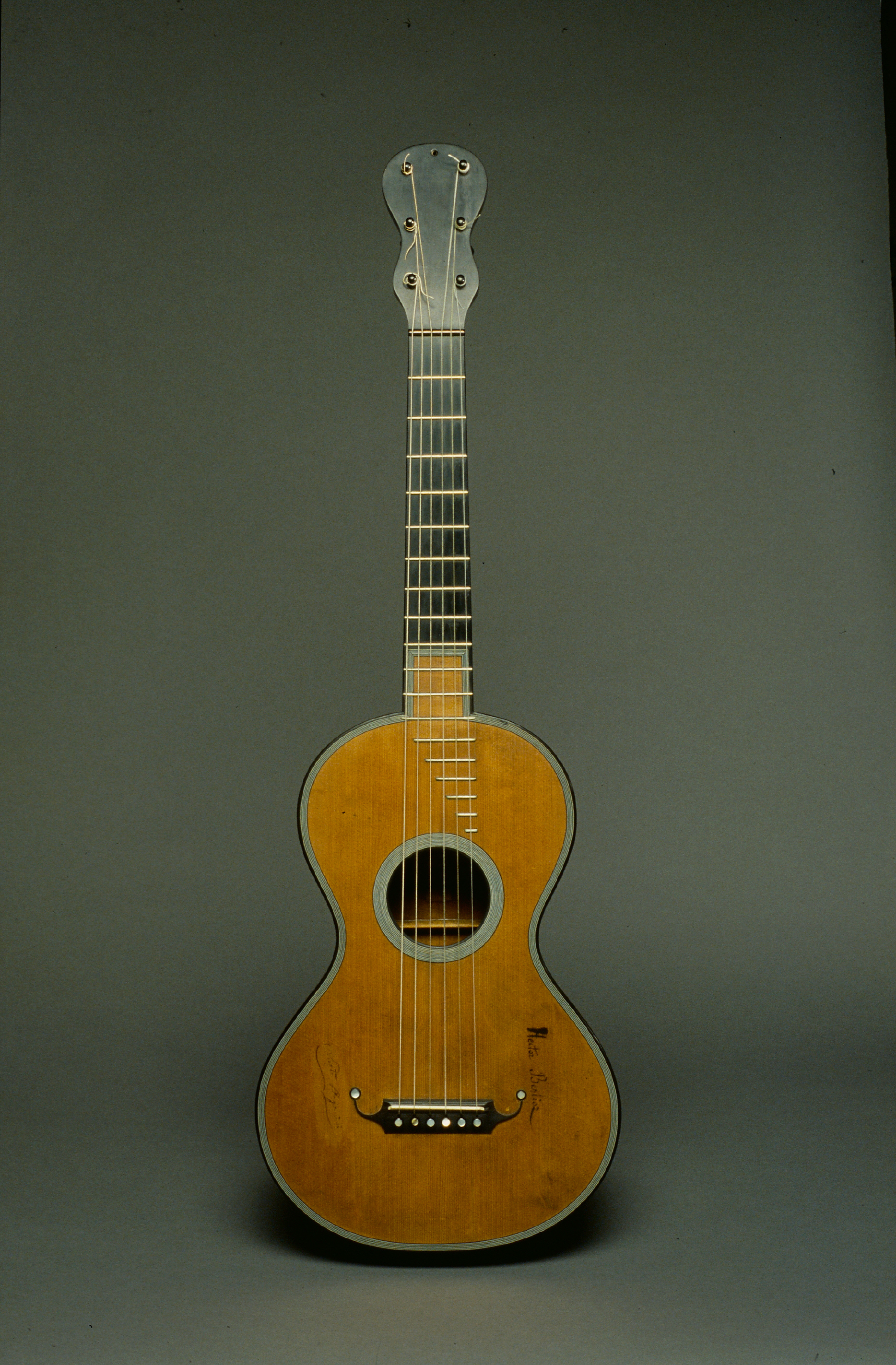
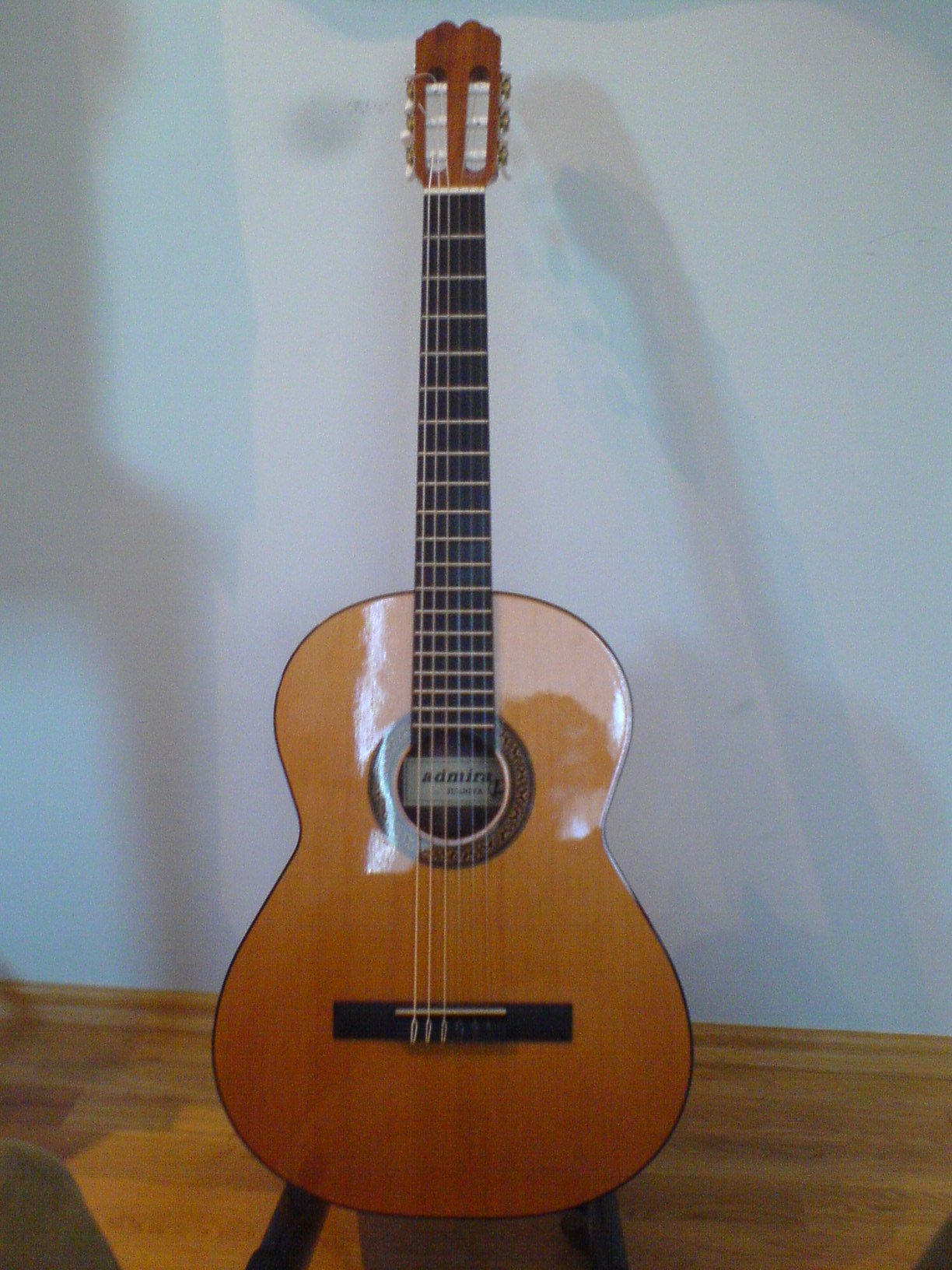
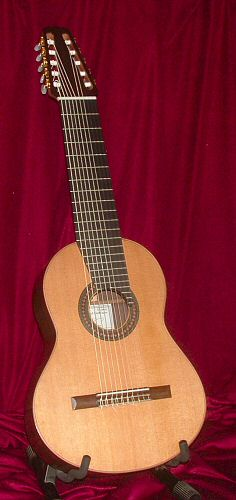
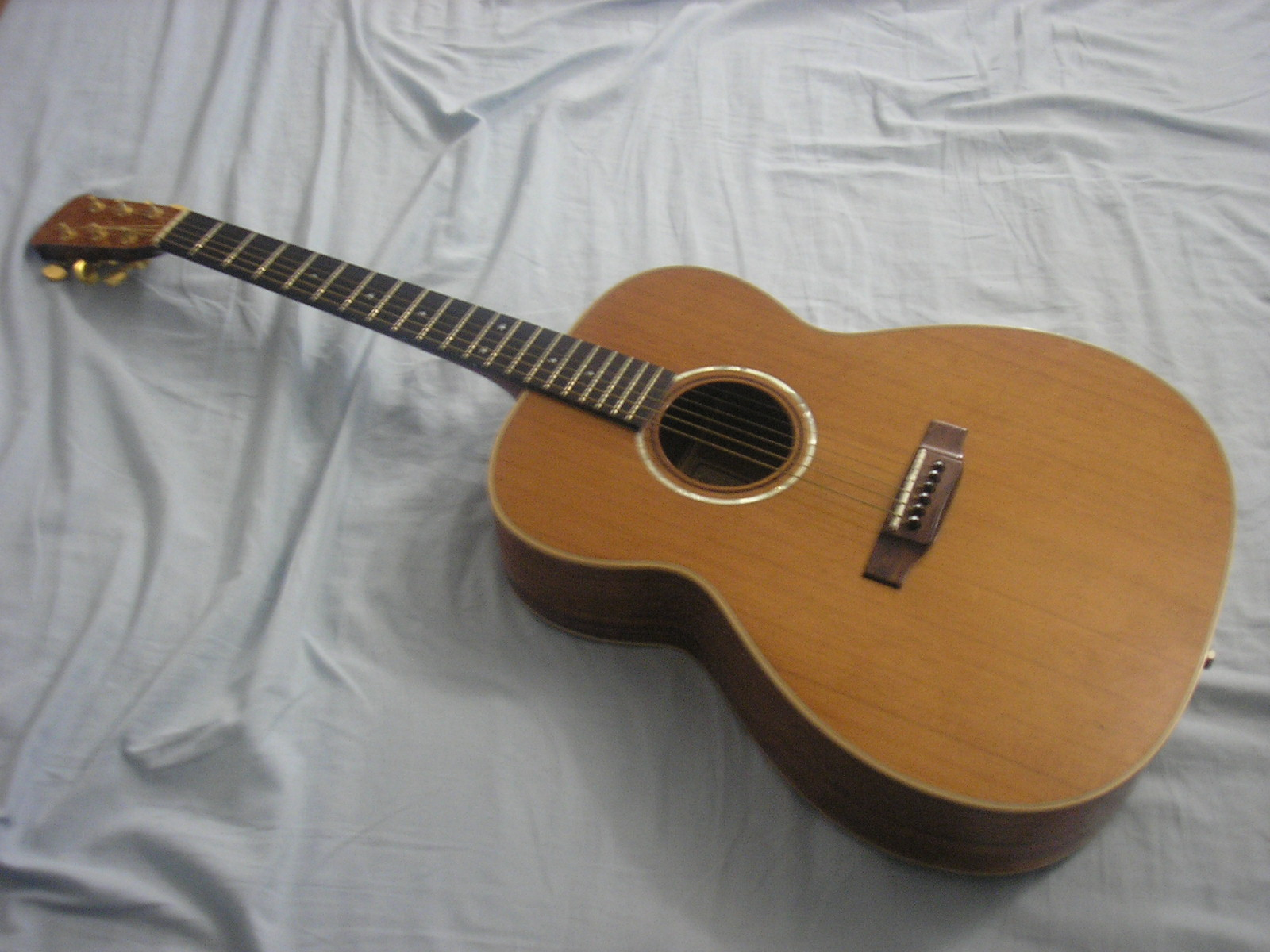
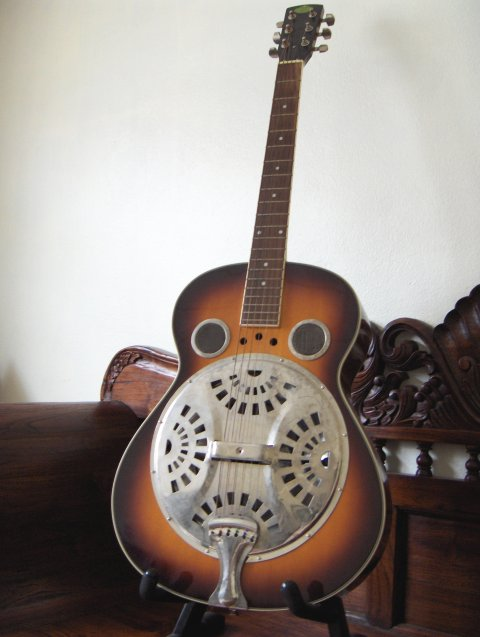
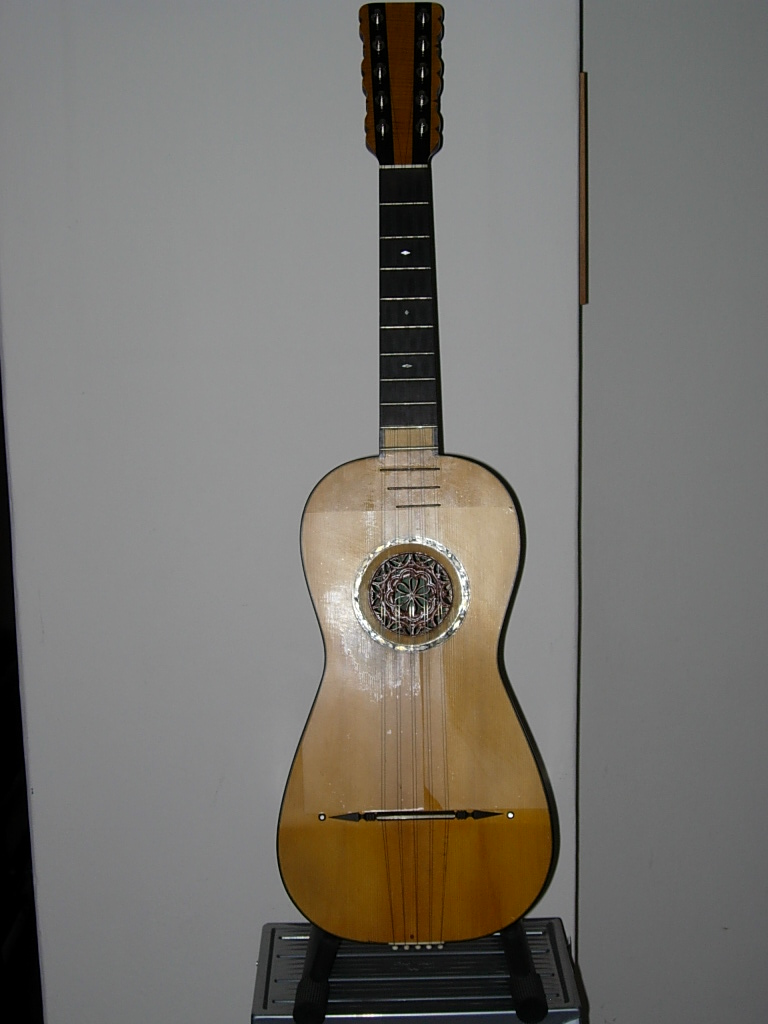
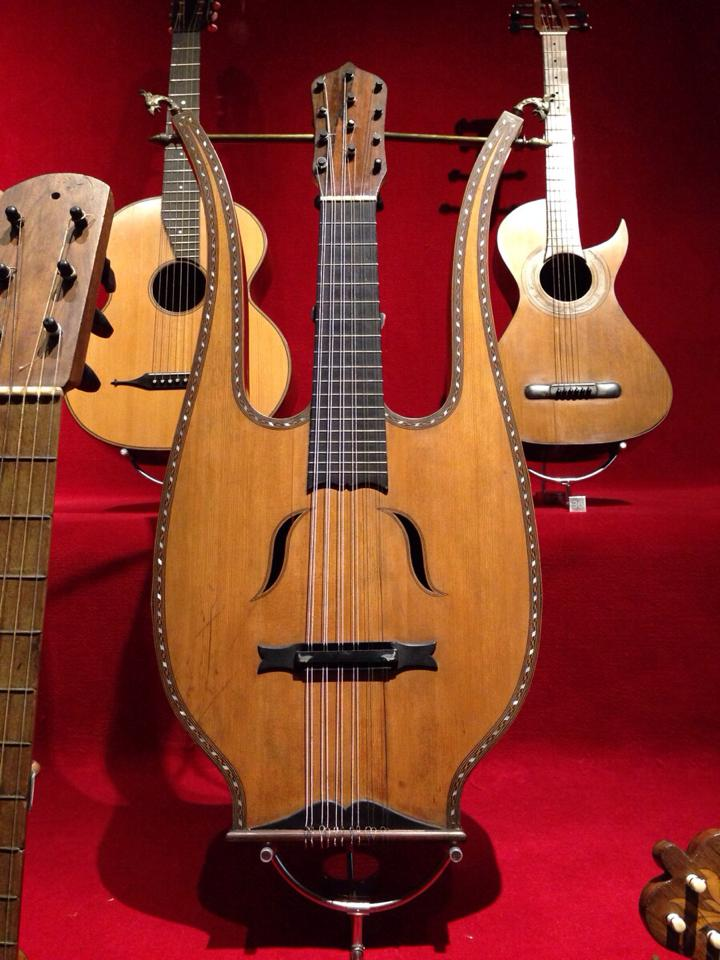
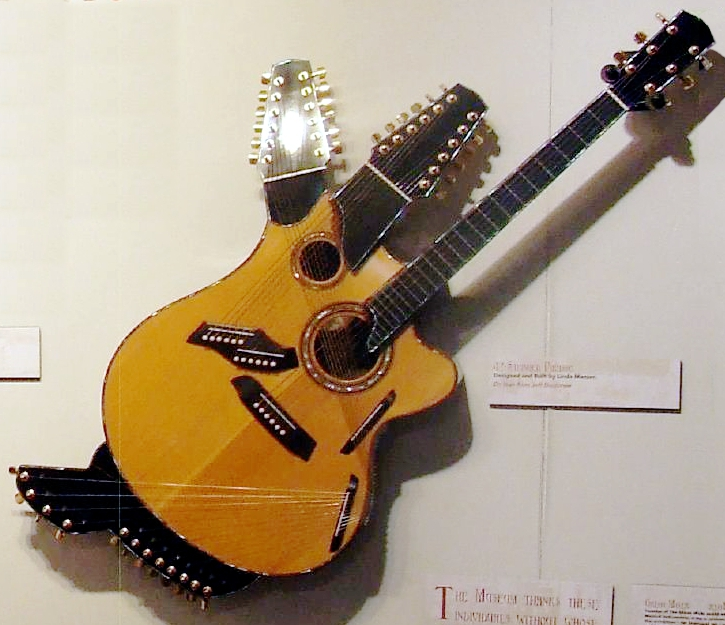
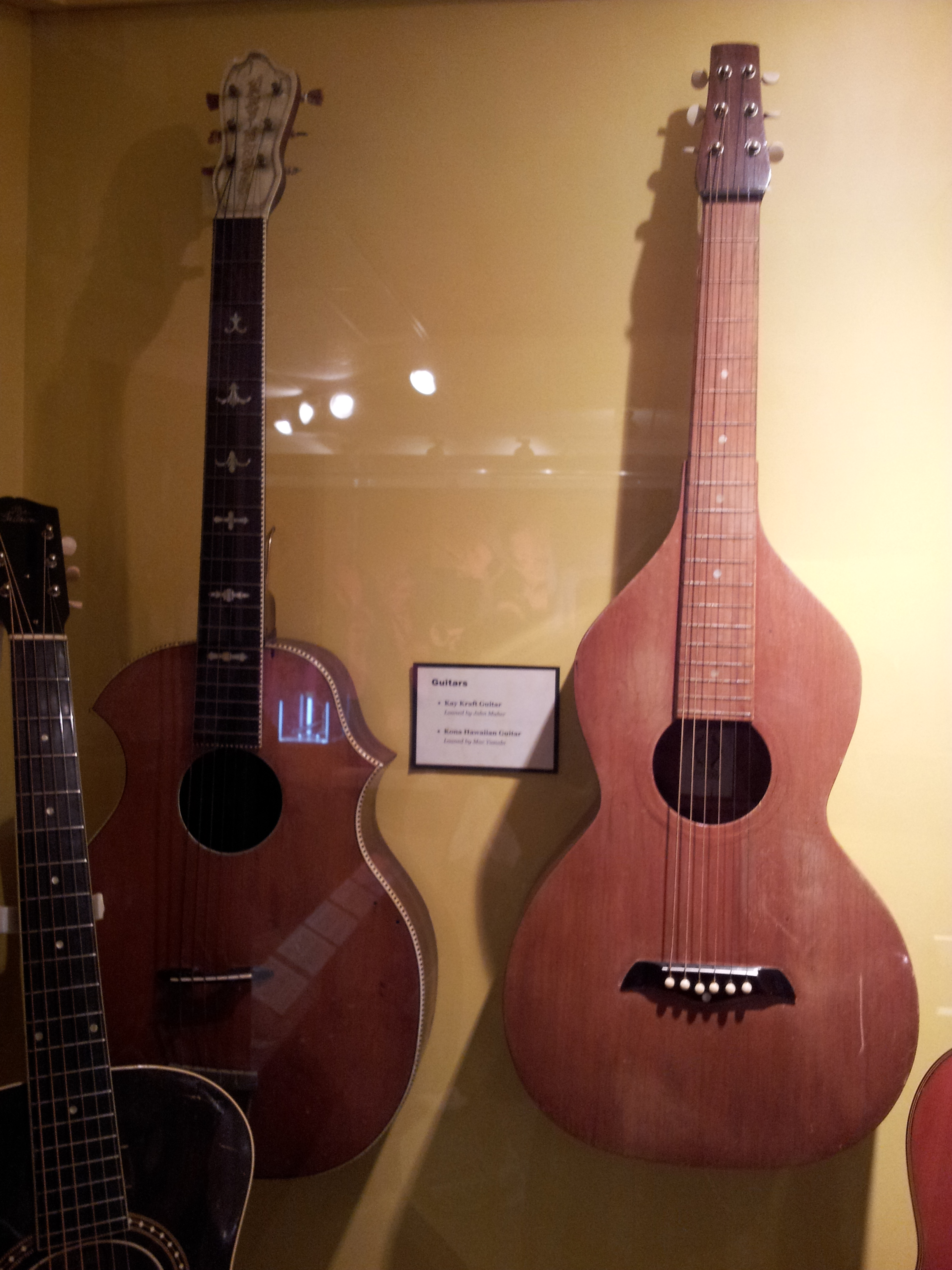
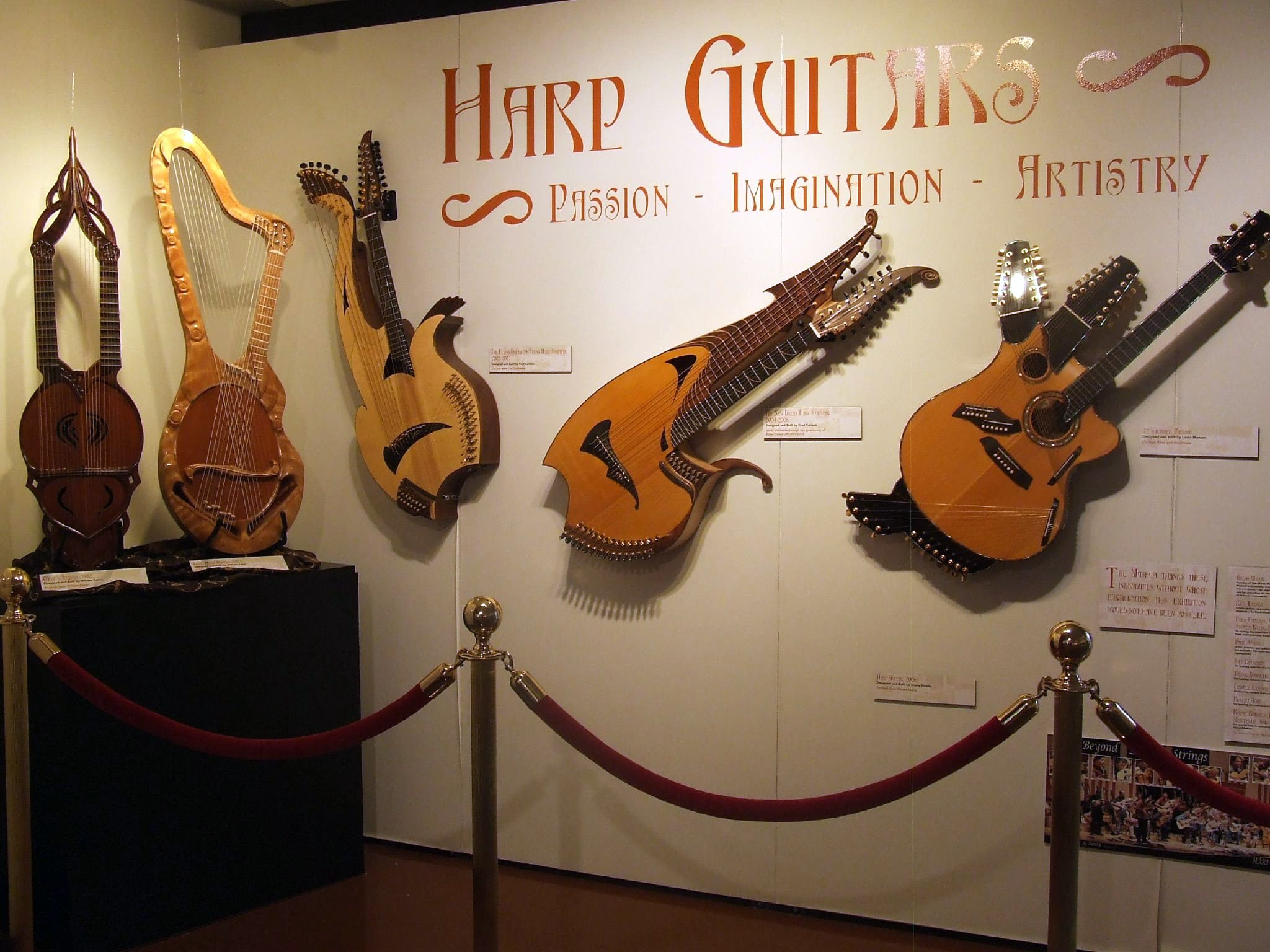
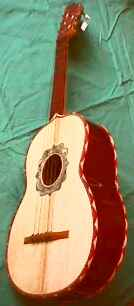